# ギネス準男爵

アシュフォードのギネス準男爵の紋章の盾

ギネス準男爵（Guinness Baronetcy）は、連合王国準男爵位。1867年にベンジャミン・ギネスが叙されたアシュフォードのギネス準男爵と1885年にエドワード・ギネスが叙されたキャッスルノックのギネス準男爵の2つが存在する。前者も後者も現存するが、後者はアイヴァー伯爵位の従属称号となっている。

## 歴史
ビール醸造会社ギネスを興したアーサー・ギネスの孫にあたるベンジャミン・ギネス(1798–1868)は、ギネスの経営者として活躍する一方、1865年から1868年にかけて保守党の下院議員を務め、1867年4月15日に連合王国準男爵位の(ゴールウェイ県におけるアシュフォード城のギネス)準男爵(Baronet "Guinness, of Ashford Castle, in County Galway")に叙せられた。
初代準男爵の死後、その長男アーサー・エドワード・ギネス(1840–1915)が2代準男爵を継承した。2代準男爵も保守党の下院議員を務めた。ギネスの事業は2代準男爵と弟(初代準男爵の三男)エドワード(後の初代アイヴァー伯爵)(1847-1927)が共同で継承していたが、2代準男爵は政治に専念したがっていたため、1876年にエドワードが兄のギネスの権利を買い取り、以降はエドワードの単独事業となっている。2代準男爵の方は政治に専念し、1880年5月1日に連合王国貴族爵位ゴールウェイ県におけるアシュフォードのアーディローン男爵(Baron Ardilaun, of Ashford in the County of Galway)に叙せられた。しかし子供がなかったため、彼一代でアーディローン男爵位は廃絶した。
一方準男爵位の方は、初代準男爵の次男ベンジャミン(1842-1900)の子アルジャーノン・アーサー・セント・ローレンス・リー・ギネス(1883–1954)に継承された（3代準男爵）。3代準男爵には男子がなかったため、彼の死後は彼の弟ケネルム・エドワード・リー・ギネス(1887-1937)の息子ケネルム・アーネスト・リー・ギネス(1928–2011)が4代準男爵を継承した。彼の死後は、その息子ケネルム・エドワード・リー・ギネス(1962-)が5代準男爵を継承した。2018年現在の当主も彼である。
これとは別に初代準男爵の三男でギネスの事業を継承したエドワードが、1885年5月27日に連合王国準男爵位（ダブリンにおけるキャッスルノックのギネス）準男爵(Baronet "Guinness, of Castleknock, co. Dublin")に叙せられている。彼は1919年にアイヴァー伯爵に叙せられているため、それ以降はその従属称号となって現存している。そちらについてはアイヴァー伯爵を参照。

## 歴代当主

### (アシュフォードの)準男爵 (1867年)
- 初代準男爵サー・ベンジャミン・リー・ギネス (Sir Benjamin Lee Guinness, 1798–1868)
- 2代準男爵サー・アーサー・エドワード・ギネス（英語版） (Sir Arthur Edward Guinness, 1840–1915) - 先代の息子。1880年にアーディローン男爵

### アーディローン男爵 (1880年)
- 初代アーディローン男爵/2代準男爵アーサー・エドワード・ギネス（英語版） (Arthur Edward Guinness,1840–1915)

### (アシュフォードの)準男爵 (1867年)
- 3代準男爵サー・アルジャーノン・アーサー・セント・ローレンス・リー・ギネス (Sir Algernon Arthur St Lawrence Lee Guinness, 1883–1954) - 先代の甥
- 4代準男爵サー・ケネルム・アーネスト・リー・ギネス (Sir Kenelm Ernest Lee Guinness, 1928–2011[10]) - 先代の甥
- 5代準男爵サー・ケネルム・エドワード・リー・ギネス (Sir Kenelm Edward Lee Guinness, 1962-) - 先代の息子
  - 法定推定相続人は現当主の息子ケネルム・アーサー・リー・ギネス(Kenelm Arthur Lee Guinness, 2005-)

### (キャッスルノックの)準男爵 (1885年)
- アイヴァー伯爵を参照